# Держава Революції
Стан революції — п'єса Роберта Болта на дві дії, написана в 1977 році. У ній розповідається про російську революцію 1917 року та громадянську війну, прихід до влади Володимира Леніна та боротьбу його головних помічників, а саме Йосипа Сталіна та Льва Троцького, щоб отримати владу під керівництвом Леніна в хаосі революції.
П'єса спочатку була показана в репертуарному театрі в Бірмінгемі 3 травня 1977 року, а потім постановка була перенесена в зал Літтлтон Національного театру в Лондоні, де вона відкрилася 18 травня.
Незважаючи на кропітку роботу, яку Болт вклав у створення серіалу (він витратив майже три роки на дослідження революції, а потім на редагування сценарію), «Стан революції » мав у кращому випадку скромний успіх. Його особливо критикували за гру, в якій, на думку багатьох, не вистачало звичного для Болта гумору та чіткої думки (див. рецензію Times нижче). Інші критикували п'єсу за надто англізоване зображення російських персонажів. П'єса також отримала свою частку позитивних відгуків, але в кінцевому підсумку не мала касового успіху. Це виявилося останньою постановкою Болта, хоча він написав ще кілька сценаріїв.
Сам Болт ніколи не був задоволений грою, відчуваючи, що йому не вдалося створити сильних і симпатичних головних героїв. Наприкінці 1970-х років (за словами біографа Болта, Адріана Тернера), Чарлтон Гестон намагався зняти кіноверсію, але Болт сам відмовив Гестона від цього.

## Відтворити конспект
Акт І
Обрамленням п’єси є звернення Анатолія Луначарського до групи молодих комуністів у невизначену дату в майбутньому, у річницю смерті Леніна. Луначарський виголошує промову, яка твердо відповідає лінії Комуністичної партії щодо революції та її лідерів Йосипа Сталіна, Леніна та Троцького.
Розповідь починається на Капрі в 1910 році на зустрічі кількох комуністичних лідерів у вигнанні, зокрема Леніна, Фелікса Дзержинського, Олексія Горького та Олександри Коллонтай. Промова Луначарського розчиняється в промові, виголошеній на цьому засіданні, висувається як комуністична теза; всі присутні підтримують це, крім Леніна, який відкидає це як «лайно». Ленін вважає, що його переконання в підтримці "людської етики" є смішними і «заслуговують на зловживання», і відкидає думку більшості проти нього: «Це не школа для революційних активістів, яку ви тут готуєте – це школа в парламентській процедурі». Ленін продовжує конфліктувати зі своїми однолітками, і його зображують керованим суто ідеологією, а не будь-яким ідеалізмом.
П’єса переходить у 1917 рік, коли боротьба Росії в Першій світовій війні призвела до краху царського уряду. Тимчасовий уряд Олександра Керенського хоче продовжувати війну, але радикальні більшовики закликають припинити війну будь-якою ціною, тоді як інші члени партії, включаючи Сталіна, закликають продовжувати бойові дії на тій підставі, що поразка Росії призведе до відновлення - встановлення цар. Коли Ленін прибуває на Фінляндський вокзал, його спочатку тепло вітають, поки він не закликає до встановлення соціалістичного режиму та припинення війни, навіть якщо це означає перемогу Німеччини. Пізніше ситуація досягає гостроти, коли російська армія остаточно розвалюється, а Ленін залучає Желника – командувача Кронштадтської ради моряків – до його плану захоплення Петрограда для більшовиків.
Ленін миттєво приступив до організації свого уряду, поставивши на високі посади Троцького, Сталіна, Коллонтая та Луначарського. Керівники уряду проголошують нову систему свобод і реформ, чим радують російський народ. Троцький, однак, змушений вести переговори про мирний договір з німцями і не може торгуватися на власних умовах – очевидно, вважаючи, що німецькі солдати дезертируватимуть і приєднаються до революції. Перші ознаки напруги з’являються, коли Сталін називає Троцького – який добровольцем організовує Червону армію – "нашим Бонапартом", дуже ображаючи Троцького за це припущення про контрреволюційну нелояльність. У цей час Дзержинського призначають головою ЧК, радянської таємної поліції. Наприкінці акту в приватній розмові Ленін каже Сталіну, що він «найкорисніший товариш у всьому комітеті».
Дія II
Дія II починається, коли Желник розлючено зустрічається з Леніним, його дружиною Надією Крупською та Коллонтаєм, повідомляючи про інцидент, коли йому та його людям наказали вбити групу селян, які не хотіли здати свої запаси зерна. Ленін стверджує, що цей захід був виправданим, оскільки селяни, ймовірно, були контрреволюціонерами, а протести Желника – "Ми всі – селяни!" – натрапити на глухі вуха. Незабаром після цього Ленін зустрічається з Фанею Каплан, членом Селянської революційної партії, яка протестує проти виключення всіх небільшовицьких партій з Рад. Наприкінці розмови Каплан дістає пістолет і стріляє в Леніна, шкодуючи лише про те, що спроба не вдалася.
Це вбивство збігається з початком повномасштабної громадянської війни та втручанням іноземних держав, що змусило Дзержинського розпочати червоний терор проти всіх росіян, підозрюваних у контрреволюційності. У цей час Луначараський протестує перед Дзержинським проти екстравагантних виробничих вимог уряду – у свою чергу він застерігає її від протесту.
Желник та інші кронштадтські матроси організовують повстання проти радянської влади. Троцький і Коллонтай зустрічаються з матросами і відмовляються піддатися їхнім вимогам; Троцький вдається до насильницької сили, щоб придушити повстання. Невдовзі після цього Троцький вступає в конфлікт з Леніним і Сталіним за пропозицію обмеженої ринкової економіки, яку Сталін перетворює на контрреволюцію. У цей момент Сталін пропонує виключити з партії менш лояльних членів і виступає за чистку, яку підтримує Ленін. Звинувачення проти Троцького зростають, поки навіть Ленін майже не переконався в його можливій зраді. Горький протистоїть Леніну через його ставлення до Троцького. Горький гнівно протестує проти ув'язнення ЧК доведено невинних осіб, а Ленін звинувачує його в зраді. Потім у Леніна стався інсульт, внаслідок чого він втратив дієздатність, а Сталін і Троцький заповнили порожнечу.
Сталін і Дзержинський зустрічаються з Віктором Мдвані, лідером Комуністичної партії Грузії, і допитують його щодо нелояльних заяв, зроблених у приватному листі, і його нібито відмови підтримувати ленінську політику колективізації та об’єднання в республіці. Наприкінці цієї зустрічі офіцера ЧК – Праткова – ідентифікують як капітана Драганова, високопоставленого члена таємної царської поліції, і Сталін наказує його стратити.
Покалічений, але все ще вольовий Ленін розмовляє з дружиною, висловлюючи свою неприязнь і недовіру до Сталіна. Він планує, щоб Троцький виголосив промову, яка засуджує Сталіна, але Троцький хворий, і Сталін закінчує таку ж промову про Троцького. Ленін помирає незабаром після цього.
Після смерті Леніна його колеги організовують голосування, сподіваючись, що Троцький буде призначений наступником Леніна. Незважаючи на неприязнь до Сталіна, Троцький відмовляється називати його контрреволюціонером, і Сталін перемагає на виборах. П’єса завершується промовою Луначарського, в якій він обговорює звільнення Троцького і каже, що революцію слід пам’ятати не як «терагію великих людей», а як неминучу подію, якій служили Ленін, Сталін та інші.

## Оригінальний акторський склад
- Брайан Блесс... Горького
- Майкл Браянт... Володимир Ленін
- Ентоні Даус... Мартов /Чернін
- Пітер Гордон... фон Кульман
- Годфрі Джеймс... Мдвані/рос.заг
- Сара Кестельман... Коллонтай
- Майкл Кухня... Лев Троцький
- Джон Лабановський... Желник
- Тревор Мартін... Міністр
- Стівен Мур... Анатолій Луначарський
- Джон Нормінгтон... Фелікс Дзержинський
- Теренс Рігбі... Йосип Сталін
- Джун Вотсон... Крупська
- Кетрін Гардінг... Спиридонівна
- Майкл Страуд... Анархіст
- Луї Хаслар... Старий солдат
- Едвін Браун... Генерал Гофман